# سن-توریب، کبک
سَن-توریب (به فرانسوی: Saint-Thuribe) قصبه‌ای در منطقه شهری پورتنوف ناحیه کاپیتل-ناسیونال در استان کبک کانادا است. در سرشماری سال ۲۰۱۱ این قصبه ۳۰۴ نفر جمعیت داشته‌است و مساحت آن ۵۰٫۸۱ کیلومتر مربع است.